# Nguyễn Văn Vĩ
Nguyễn Văn Vĩ (sinh ngày 12 tháng 2 năm 1998) là một cầu thủ bóng đá chuyên nghiệp người Việt Nam hiện đang thi đấu ở vị trí hậu vệ trái cho câu lạc bộ V.League 1 Thép Xanh Nam Định và đội tuyển bóng đá quốc gia Việt Nam.

## Sự nghiệp câu lạc bộ
Trưởng thành từ Trung tâm đào tạo bóng đá trẻ Hà Nội, Nguyễn Văn Vĩ có trận đấu chuyên nghiệp đầu tiên trong màu áo câu lạc bộ Hà Nội B tại giải Hạng nhất quốc gia 2018. Sau đó, anh tiếp tục thi đấu cho Hồng Lĩnh Hà Tĩnh và giúp câu lạc bộ này vô địch giải Hạng nhất 2019.
Cuối năm 2021, Văn Vĩ chính thức trở về câu lạc bộ Hà Nội với bản hợp đồng có thời hạn 2 năm. Ngày 12 tháng 3 năm 2022, anh chính thức ra mắt đội một Hà Nội khi đá chính trong trận gặp câu lạc bộ Thành phố Hồ Chí Minh trên sân vận động Hàng Đẫy.

## Sự nghiệp quốc tế
Ngày 1 tháng 6 năm 2022, Văn Vĩ có trận đấu đầu tiên cho đội tuyển quốc gia Việt Nam khi đá chính trong trận giao hữu với Afghanistan.
Ngày 9 tháng 12 năm 2024, anh ghi bàn thắng đầu tiên tại giải ASEAN Cup 2024 từ 1 quả phạt góc trong trận gặp Lào.

## Phong cách chơi bóng
Nguyễn Văn Vĩ là một cầu thủ đa năng khi có thể thi đấu ở nhiều vị trí khác nhau ở trên sân như hậu vệ trái, tiền vệ trái và cả tiền vệ trung tâm.

## Thống kê sự nghiệp

### Câu lạc bộ
Tính đến ngày 22 tháng 06 năm 2025
| Câu lạc bộ         | Mùa giải       | Giải vô địch   | Giải vô địch | Giải vô địch | Cúp Quốc gia | Cúp Quốc gia | Châu Á | Châu Á | Khác | Khác | Tổng cộng | Tổng cộng |
| Câu lạc bộ         | Mùa giải       | Hạng           | Trận         | Bàn          | Trận         | Bàn          | Trận   | Bàn    | Trận | Bàn  | Trận      | Bàn       |
| ------------------ | -------------- | -------------- | ------------ | ------------ | ------------ | ------------ | ------ | ------ | ---- | ---- | --------- | --------- |
| Hồng Lĩnh Hà Tĩnh  | 2020           | V.League 1     | 18           | 0            | 3            | 0            | —      | —      | —    | —    | 21        | 0         |
| Hồng Lĩnh Hà Tĩnh  | 2021           | V.League 1     | 10           | 0            | —            | —            | —      | —      | —    | —    | 10        | 0         |
| Hồng Lĩnh Hà Tĩnh  | Tổng cộng      | Tổng cộng      | 28           | 0            | 3            | 0            | 0      | 0      | 0    | 0    | 31        | 0         |
| Hà Nội             | 2022           | V.League 1     | 10           | 0            | 3            | 0            | —      | —      | 1    | 0    | 13        | 0         |
| Hà Nội             | 2023           | V.League 1     | 13           | 1            | 1            | 0            | —      | —      | —    | —    | 14        | 1         |
| Hà Nội             | Tổng cộng      | Tổng cộng      | 23           | 1            | 4            | 0            | 0      | 0      | 1    | 0    | 27        | 1         |
| Thép Xanh Nam Định | 2023–24        | V.League 1     | 20           | 2            | 4            | 1            | —      | —      | 12   | 0    | 25        | 3         |
| Thép Xanh Nam Định | 2024–25        | V.League 1     | 24           | 3            | 1            | 0            | 83     | 0      | —    | —    | 33        | 3         |
| Thép Xanh Nam Định | Tổng cộng      | Tổng cộng      | 44           | 5            | 5            | 1            | 8      | 0      | 1    | 0    | 58        | 6         |
| Tổng sự nghiệp     | Tổng sự nghiệp | Tổng sự nghiệp | 95           | 6            | 12           | 1            | 8      | 0      | 2    | 0    | 116       | 7         |

^1 : Số lần ra sân tại Siêu cúp Quốc gia 2022
^2 : Số lần ra sân tại Siêu cúp Quốc gia 2024
^3 : Số lần ra sân tại AFC Champions League Two 2024–25

### Quốc tế
Tính đến ngày 5 tháng 1 năm 2025
| Đội tuyển quốc gia | Năm       | Trận | Bàn |
| ------------------ | --------- | ---- | --- |
| Việt Nam           | 2022      | 1    | 0   |
| Việt Nam           | 2024      | 8    | 1   |
| Việt Nam           | 2025      | 3    | 3   |
| Tổng cộng          | Tổng cộng | 12   | 4   |

| TT | Ngày                | Địa điểm                                       | Đối thủ   | Bàn thắng | Kết quả | Giải đấu                 |
| -- | ------------------- | ---------------------------------------------- | --------- | --------- | ------- | ------------------------ |
| 1. | 9 tháng 12 năm 2024 | Sân vận động Quốc gia Lào mới, Viêng Chăn, Lào | Lào       | 4–0       | 4–1     | ASEAN Cup 2024           |
| 2. | 19 tháng 3 năm 2025 | Sân vận động Gò Đậu, Bình Dương, Việt Nam      | Campuchia | 2–0       | 2–1     | Giao hữu                 |
| 3. | 25 tháng 3 năm 2025 | Sân vận động Gò Đậu, Bình Dương, Việt Nam      | Lào       | 2–0       | 5–0     | Vòng loại Asian Cup 2027 |
| 4. | 25 tháng 3 năm 2025 | Sân vận động Gò Đậu, Bình Dương, Việt Nam      | Lào       | 3–0       | 5–0     | Vòng loại Asian Cup 2027 |

## Danh hiệu

### Câu lạc bộ
Hồng Lĩnh Hà Tĩnh
- V. League 2:

 Vô địch: 2019
Hà Nội FC
- V. League 1:

 Vô địch: 2022
 Á quân: 2023
- Siêu cúp quốc gia:

 Vô địch: 2022
- Cúp Quốc gia:

 Vô địch: 2022
Thép Xanh Nam Định
- V.League 1:

 Vô địch: 2023–24, 2024–25

### Đội tuyển quốc gia
Việt Nam
- Giải vô địch bóng đá ASEAN:

 Vô địch: 2024